# Alex Barros
Alexandre Barros, detto Alex (San Paolo, 18 ottobre 1970), è un pilota motociclistico brasiliano ritiratosi dall'attività agonistica.

## Carriera
Anche suo fratello, César Barros, ha corso come pilota professionista.

### Gli inizi
Ha esordito nel motomondiale al GP di Spagna del 1986, il 4 maggio di quell'anno, a poco più di quindici anni, su una Autisa 80; nonostante gli stenti iniziali a fine anno si è classificato al 16º posto della graduatoria generale. Nel 1987 arriva 17º, ma ottiene risultati ancora migliori.
Nel 1988 passa alla classe 250 ma disputa un solo Gran Premio, non andando a punti. L'anno successivo ottiene un contratto con il team Venemotos per guidare una Yamaha 250, con la quale termina 18º in classifica. 

### Classe 500

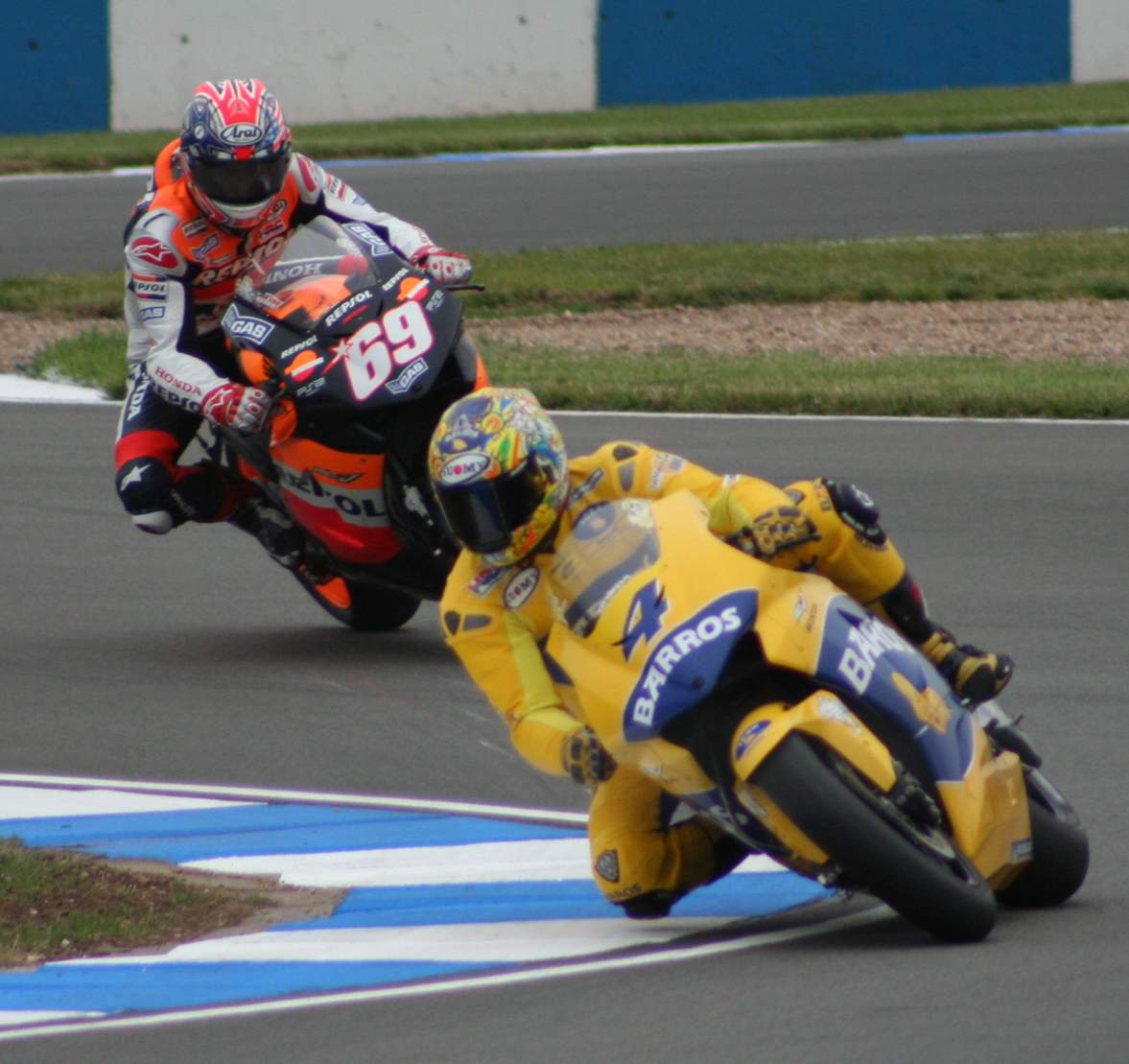
Barros, inseguito da Nicky Hayden in una fase di gara del Gran premio di Gran Bretagna del 2005.

Cagiva lo ingaggia nel 1990 per correre nella classe 500, e resta con la casa italiana fino al 1992, proprio in questa ultima stagione centra il primo podio nel motomondiale, al Gran Premio di Assen. Nel 1993 passa al team Lucky Strike Suzuki e vince il primo Gran Premio della carriera nel motomondiale a Jarama mentre il suo team vince il titolo con Kevin Schwantz. Rimane in Suzuki anche nel 1994 per poi passare al team Kanemoto Honda nel 1995, mentre nel 1996 chiude quarto in campionato correndo per il team Honda Pileri.
Nel 1997 è il pilota del team Honda Gresini con cui si classifica nono ed ottiene un podio a Donington; prosegue con la squadra italiana anche nel 1998 anno in cui è quinto. Passato al team Pons, dopo il 1999, chiuso con un solo podio, due successi sono il bottino della stagione 2000 (ad Assen e al Sachsenring), uno nel 2001, il Gran Premio d'Italia. Nel 2002 è protagonista di quello che è passato agli annali come il mondiale della Pizza: stante la conquista del titolo mondiale da parte di Valentino Rossi con largo anticipo sulla fine del campionato, Honda decise di fornire anche a Barros la nuova RC211V per le ultime quattro prove in calendario (fino ad allora il brasiliano, in forza ad un team clienti, aveva gareggiato con la vecchia NSR500). Fu proprio l'italiano, neo iridato della nuova categoria ad inventare questa sfida: che dei due, a parità di mezzo, avesse ottenuto più punti nei quattro Gran Premi, avrebbe vinto la pizza. Ad imporsi in questa singolare sfida fu proprio Barros per un solo punto.

### MotoGP
Nel 2003 passa al team Gauloises Yamaha, mentre la stagione successiva passa con il team Repsol Honda con cui non ottiene vittorie ma chiude nuovamente al quarto posto, miglior piazzamento finale nel Motomondiale. Nel 2005, tornato a gareggiare per il team Pons, ha vinto il Gran Premio del Portogallo a Estoril, su una Honda RC211V, in questo frangente fa siglare anche la pole position ed il giro più veloce. Dopo la parentesi nel mondiale Superbike, torna in MotoGP nel 2007 per la sua ultima stagione iridata: ingaggiato dal team Pramac Racing, porta la Ducati Desmosedici sul podio al Mugello.

### Mondiale Superbike e campionato nazionale
Nel 2006 il brasiliano passa al campionato mondiale Superbike con la CBR1000RR del team Klaffi Honda, con cui ottiene una vittoria a Imola. Terminata l'esperienza nei campionati mondiali, continua a gareggiare con successo nel Campionato Brasiliano Superbike: manifestazione semi professionistica non riconosciuta dalla Federazione Internazionale di Motociclismo il cui calendario si svolge quasi esclusivamente presso il Circuito di Interlagos.

## Risultati in gara

### Motomondiale

#### Classe 80
| 1986 | Classe | Moto   |     |     |    |    |     |     |    |    |   |    |   |    |  |  |  | Punti | Pos. |
| ---- | ------ | ------ | --- | --- | -- | -- | --- | --- | -- | -- | - | -- | - | -- |  |  |  | ----- | ---- |
| 1986 | 80     | Autisa | Rit | Rit | 11 | 23 | Rit | Rit | NE | NE | 8 | NE | 8 | NP |  |  |  | 6     | 16º  |

| 1987 | Classe | Moto         |    |     |    |     |   |    |    |    |  |    |     |   |     |    |    | Punti | Pos. |
| ---- | ------ | ------------ | -- | --- | -- | --- | - | -- | -- | -- |  | -- | --- | - | --- | -- | -- | ----- | ---- |
| 1987 | 80     | Arbizu/Casal | NE | Rit | 11 | Rit | 8 | 10 | 22 | NE |  | NE | Rit | 7 | Rit | NE | NE | 8     | 17º  |

| Legenda | 1º posto        | 2º posto            | 3º posto            | A punti      | Senza punti        | Grassetto – Pole position Corsivo – Giro più veloce |
| Legenda | Gara non valida | Non qual./Non part. | Ritirato/Non class. | Squalificato | '-' Dato non disp. | Grassetto – Pole position Corsivo – Giro più veloce |

#### Classe 250
| 1988 | Classe | Moto |  |  |  |  |  |  |  |  |  |  |  |  |  |  |     | Punti | Pos. |
| ---- | ------ | ---- |  |  |  |  |  |  |  |  |  |  |  |  |  |  | --- | ----- | ---- |
| 1988 | 250    | Fior |  |  |  |  |  |  |  |  |  |  |  |  |  |  | Rit | 0     |      |

| 1989 | Classe | Moto   |     |    |    |    |    |    |    |    |     |     |     |    |   |    |    | Punti | Pos. |
| ---- | ------ | ------ | --- | -- | -- | -- | -- | -- | -- | -- | --- | --- | --- | -- | - | -- | -- | ----- | ---- |
| 1989 | 250    | Yamaha | Rit | 10 | 16 | NQ | 15 | NQ | 19 | 15 | Rit | Rit | Rit | 13 | 9 | 10 | 10 | 30    | 18º  |

| Legenda | 1º posto        | 2º posto            | 3º posto            | A punti      | Senza punti        | Grassetto – Pole position Corsivo – Giro più veloce |
| Legenda | Gara non valida | Non qual./Non part. | Ritirato/Non class. | Squalificato | '-' Dato non disp. | Grassetto – Pole position Corsivo – Giro più veloce |

#### Classe 500
| 1990 | Classe | Moto   |     |   |     |     |   |    |     |    |   |     |    |   |     |   |  |  | Punti | Pos. |
| ---- | ------ | ------ | --- | - | --- | --- | - | -- | --- | -- | - | --- | -- | - | --- | - |  |  | ----- | ---- |
| 1990 | 500    | Cagiva | Rit | 8 | Rit | Rit | 8 | 11 | Rit | 10 | 5 | Rit | 11 | 9 | Rit | 9 |  |  | 57    | 12º  |

| 1991 | Classe | Moto   |    |   |   |  |   |    |  |  |   |  |  |  |  |  |  |  | Punti | Pos. |
| ---- | ------ | ------ | -- | - | - |  | - | -- |  |  | - |  |  |  |  |  |  |  | ----- | ---- |
| 1991 | 500    | Cagiva | 10 | 8 | 6 |  | 4 | NP |  |  | 7 |  |  |  |  |  |  |  | 46    | 13º  |

| 1992 | Classe | Moto   |    |    |     |    |   |    |   |   |   |    |  |   |     |  |  |  | Punti | Pos. |
| ---- | ------ | ------ | -- | -- | --- | -- | - | -- | - | - | - | -- |  | - | --- |  |  |  | ----- | ---- |
| 1992 | 500    | Cagiva | 11 | 12 | Rit | 12 | 5 | 11 | 7 | 3 | 9 | NP |  | 8 | Rit |  |  |  | 29    | 13º  |

| 1993 | Classe | Moto   |   |   |   |     |   |     |     |   |   |     |    |   |   |   |  |  | Punti | Pos. |
| ---- | ------ | ------ | - | - | - | --- | - | --- | --- | - | - | --- | -- | - | - | - |  |  | ----- | ---- |
| 1993 | 500    | Suzuki | 5 | 7 | 6 | Rit | 4 | Rit | Rit | 5 | 7 | Rit | 10 | 5 | 2 | 1 |  |  | 125   | 6º   |

| 1994 | Classe | Moto   |   |   |   |   |   |   |   |   |   |     |   |   |   |   |  |  | Punti | Pos. |
| ---- | ------ | ------ | - | - | - | - | - | - | - | - | - | --- | - | - | - | - |  |  | ----- | ---- |
| 1994 | 500    | Suzuki | 8 | 7 | 5 | 4 | 7 | 5 | 2 | 7 | 6 | Rit | 8 | 8 | 8 | 6 |  |  | 134   | 8º   |

| 1995 | Classe | Moto  |   |   |     |   |   |   |   |   |     |   |   |   |   |  |  |  | Punti | Pos. |
| ---- | ------ | ----- | - | - | --- | - | - | - | - | - | --- | - | - | - | - |  |  |  | ----- | ---- |
| 1995 | 500    | Honda | 6 | 6 | Rit | 5 | 7 | 7 | 5 | 5 | Rit | 9 | 8 | 8 | 6 |  |  |  | 104   | 7º   |

| 1996 | Classe | Moto  |   |   |     |   |   |   |   |   |   |   |   |   |   |   |   |  | Punti | Pos. |
| ---- | ------ | ----- | - | - | --- | - | - | - | - | - | - | - | - | - | - | - | - |  | ----- | ---- |
| 1996 | 500    | Honda | 2 | 2 | Rit | 8 | 6 | 7 | 3 | 8 | 7 | 5 | 9 | 8 | 8 | 5 | 4 |  | 158   | 4º   |

| 1997 | Classe | Moto  |    |    |   |   |    |   |   |   |   |     |   |   |     |     |   |  | Punti | Pos. |
| ---- | ------ | ----- | -- | -- | - | - | -- | - | - | - | - | --- | - | - | --- | --- | - |  | ----- | ---- |
| 1997 | 500    | Honda | 11 | 10 | 8 | 6 | 13 | 6 | 6 | 9 | 6 | Rit | 3 | 8 | Rit | Rit | 8 |  | 101   | 9º   |

| 1998 | Classe | Moto  |   |     |   |   |     |   |   |   |   |   |   |   |   |   |  |  | Punti | Pos. |
| ---- | ------ | ----- | - | --- | - | - | --- | - | - | - | - | - | - | - | - | - |  |  | ----- | ---- |
| 1998 | 500    | Honda | 7 | Rit | 5 | 9 | Rit | 9 | 4 | 5 | 4 | 3 | 4 | 7 | 4 | 3 |  |  | 138   | 5º   |

| 1999 | Classe | Moto  |   |   |     |    |     |     |    |   |   |   |   |    |     |    |   |   | Punti | Pos. |
| ---- | ------ | ----- | - | - | --- | -- | --- | --- | -- | - | - | - | - | -- | --- | -- | - | - | ----- | ---- |
| 1999 | 500    | Honda | 6 | 8 | Rit | 10 | Rit | Rit | 10 | 5 | 8 | 7 | 2 | 10 | Rit | 11 | 4 | 8 | 110   | 9º   |

| 2000 | Classe | Moto  |   |   |   |   |   |     |     |   |    |   |     |    |   |   |   |   | Punti | Pos. |
| ---- | ------ | ----- | - | - | - | - | - | --- | --- | - | -- | - | --- | -- | - | - | - | - | ----- | ---- |
| 2000 | 500    | Honda | 4 | 8 | 7 | 5 | 5 | Rit | Rit | 1 | 14 | 1 | Rit | 10 | 5 | 2 | 7 | 4 | 163   | 4º   |

| 2001 | Classe | Moto  |   |   |   |   |   |     |   |   |   |   |     |   |   |   |   |   | Punti | Pos. |
| ---- | ------ | ----- | - | - | - | - | - | --- | - | - | - | - | --- | - | - | - | - | - | ----- | ---- |
| 2001 | 500    | Honda | 6 | 9 | 6 | 8 | 1 | Rit | 4 | 3 | 5 | 9 | Rit | 2 | 2 | 4 | 7 | 4 | 182   | 4º   |

| Legenda | 1º posto        | 2º posto            | 3º posto            | A punti      | Senza punti        | Grassetto – Pole position Corsivo – Giro più veloce |
| Legenda | Gara non valida | Non qual./Non part. | Ritirato/Non class. | Squalificato | '-' Dato non disp. | Grassetto – Pole position Corsivo – Giro più veloce |

#### MotoGP
| 2002 | Classe | Moto  |   |     |   |   |   |   |   |   |     |   |   |   |   |   |   |   |  |  | Punti | Pos. |
| ---- | ------ | ----- | - | --- | - | - | - | - | - | - | --- | - | - | - | - | - | - | - |  |  | ----- | ---- |
| 2002 | MotoGP | Honda | 6 | Rit | 5 | 8 | 5 | 5 | 2 | 3 | Rit | 9 | 5 | 4 | 1 | 3 | 2 | 1 |  |  | 204   | 4º   |

| 2003 | Classe | Moto   |   |   |   |   |     |   |   |    |     |   |    |    |   |    |     |   |  |  | Punti | Pos. |
| ---- | ------ | ------ | - | - | - | - | --- | - | - | -- | --- | - | -- | -- | - | -- | --- | - |  |  | ----- | ---- |
| 2003 | MotoGP | Yamaha | 8 | 5 | 5 | 3 | Rit | 8 | 8 | NP | Rit | 7 | 11 | 12 | 6 | 15 | Rit | 6 |  |  | 101   | 9º   |

| 2004 | Classe | Moto  |   |   |   |   |     |     |   |   |   |     |   |   |   |   |   |   |  |  | Punti | Pos. |
| ---- | ------ | ----- | - | - | - | - | --- | --- | - | - | - | --- | - | - | - | - | - | - |  |  | ----- | ---- |
| 2004 | MotoGP | Honda | 4 | 3 | 7 | 6 | Rit | Rit | 5 | 2 | 9 | Rit | 3 | 4 | 4 | 3 | 5 | 6 |  |  | 165   | 4º   |

| 2005 | Classe | Moto  |   |   |    |     |   |   |   |     |   |   |   |     |   |   |     |   |   |  | Punti | Pos. |
| ---- | ------ | ----- | - | - | -- | --- | - | - | - | --- | - | - | - | --- | - | - | --- | - | - |  | ----- | ---- |
| 2005 | MotoGP | Honda | 4 | 1 | 11 | Rit | 7 | 4 | 7 | Rit | 3 | 5 | 4 | Rit | 8 | 9 | Rit | 9 | 5 |  | 147   | 8º   |

| 2007 | Classe | Moto   |   |    |   |    |     |   |   |   |   |     |   |   |     |     |   |   |    |   | Punti | Pos. |
| ---- | ------ | ------ | - | -- | - | -- | --- | - | - | - | - | --- | - | - | --- | --- | - | - | -- | - | ----- | ---- |
| 2007 | MotoGP | Ducati | 9 | 11 | 4 | 14 | Rit | 3 | 8 | 7 | 7 | Rit | 9 | 9 | Rit | Rit | 8 | 5 | 12 | 7 | 115   | 10º  |

| Legenda | 1º posto        | 2º posto            | 3º posto            | A punti      | Senza punti        | Grassetto – Pole position Corsivo – Giro più veloce |
| Legenda | Gara non valida | Non qual./Non part. | Ritirato/Non class. | Squalificato | '-' Dato non disp. | Grassetto – Pole position Corsivo – Giro più veloce |

### Campionato mondiale Superbike
| 2006 | Moto  |   |   |   |   |    |    |   |   |   |   |   |   |     |    |   |   |     |   |   |     |   |   |   |    |  |  | Punti | Pos. |
| ---- | ----- | - | - | - | - | -- | -- | - | - | - | - | - | - | --- | -- | - | - | --- | - | - | --- | - | - | - | -- |  |  | ----- | ---- |
| 2006 | Honda | 6 | 7 | 2 | 3 | 11 | 14 | 2 | 4 | 9 | 5 | 4 | 2 | Rit | 11 | 8 | 9 | Rit | 7 | 5 | Rit | 1 | 2 | 7 | 10 |  |  | 246   | 6º   |

| Legenda | 1º posto        | 2º posto            | 3º posto           | A punti      | Senza punti        | Grassetto – Pole position Corsivo – Giro più veloce |
| Legenda | Gara non valida | Non qual./Non part. | Ritirato/Non class | Squalificato | '-' Dato non disp. | Grassetto – Pole position Corsivo – Giro più veloce |